# Aktiebolaget Trav och Galopp
Aktiebolaget Trav och Galopp (ATG) är ett spelbolag som ägs av den svenska travsportens huvudorganisation Svensk Travsport (91 %) och galoppförbundet Svensk Galopp (9 %).
ATG:s uppdrag är att ekonomiskt trygga de långsiktiga förutsättningarna för svensk trav-galoppsport.
Bolagets verksamhet regleras av ett avtal mellan ägarna och staten, som tillsätter hälften av styrelsemedlemmarna, bland dessa styrelsens ordförande. ATG hade länge legalt monopol på spel på trav och galopp, det vill säga att det var förbjudet för andra företag att erbjuda spel på trav och galopp i Sverige. Sedan Sveriges införande av ett licenssystem 2019 är det fritt fram för andra att utmana monopolställningen, men också för ATG att erbjuda andra spelformer såsom nätkasino och andra hasardspel. ATG har förutom hästspel även kasinospel och sportspel.

## Omsättning
ATG-koncernens totala intäkter för 2023 var 6 miljarder SEK (nettospelintäkter: 5,3 miljarder SEK). I koncernen ingår även ATG:s dotterbolag (läs mer nedan).

## Varumärken
ATG anordnar flera spel kring häst- och sportspel:

### V75
V75 går ut på att hitta vinnarna i sju lopp och vinstpotten fördelas på sju, sex och fem rätt. Om ingen får sju, sex eller fem rätt flyttas oftast potten till kommande lördagsomgång som en jackpot. Detsamma gäller om värdet för sju, sex eller fem rätt understiger 15 kronor. Tjugo procent av jackpotpengarna på lördagarnas V75 (100 % vid extraomgångar) fonderas av ATG och betalas ut vid flera multijackpotomgångar under året, till exempel på nyårsafton och påskdagen. Radpriset är 50 öre.
Varumärket V75 startades 30 oktober 1993. Det första V75 avgjordes på Jägersro och premiärloppet vanns av Copiad. V75 avgörs främst varje lördag men extra V75 kan köras på söndagar och även andra veckodagar. V75 startar 16.20 på lördagar. Vid extraomgångar varierar tid för första start.
Lista över de fem största V75-vinsterna genom tiderna
1. 67 312 633 kronor, 27 februari 2010, Axevalla
2. 56 347 408 kronor, 14 januari 2012, Åby
3. 47 360 999 kronor, 7 juli 2007, Halmstad
4. 45 285 093 kronor, 24 juni 2007, Kalmar
5. 43 058 556 kronor, 10 december 2016, Färjestad

### V64
I V64 ska man hitta vinnarna i sex avdelningar och vinstpotten fördelas på sex, fem och fyra rätt. Om ingen får sex, fem eller fyra rätt flyttas oftast potten till kommande omgång (trav till nästa travomgång och galopp till nästa galoppomgång). Detsamma gäller om värdet för sex, fem eller fyra rätt understiger 7 kronor. Radpriset är en krona.
Första gången man kunde spela V64 var 1999. V64 blev och var fram till 23 november 2011 dåtidens motsvarighet till dagens V86 och kördes i regel på onsdagar. I dag avgörs V64 alla vardagskvällar (trav) utom onsdagar och söndagar (galopp).

### V86
V86 handlar om att hitta vilka hästar som kommer först i mål i åtta lopp och vinstpotten fördelas på åtta, sju eller sex rätt. Jackpothantering är som för V75. Radpriset är 25 öre.
V86 hade premiär den 30 november 2011 på Solvalla. V86 avgörs på onsdagar och från oktober till april delas V86-tävlingarna mellan två banor och kallas då för V86 Xpress. Totalt är det då fyra banor som deltar: Solvalla, Åby, Jägersro och Bergsåker. Solvalla kör varje onsdag tillsammans med någon av de övriga tre banorna. Starttid för V86 under sommaren är 19.30. Formatet V86 Express startar 20.30.

### GS75
Grand Slam 75 går ut på att pricka in vinnarna i sju olika lopp och vinstpotten fördelas på sju, sex och fem rätt. Radpriset är en krona. En ensam vinnare med sju rätt tar hem garantivinsten som är 10 miljoner kronor då tävlingen avgörs på en svensk travbana och fem miljoner kronor om det är galopp eller när travtävlingarna hålls på en utländsk travbana.
Det blir jackpot av samma skäl som på V75, men Grand Slam 75 skiljer sig i hur jackpotpengarna fördelas i nästkommande omgång. I stället för att jackpoten endast går till den högsta vinstgruppen (7 rätt) fördelas jackpotpengarna i Grand Slam 75 ut på alla de tre vinstgrupperna enligt följande fördelning: 5 rätt - 40 %, 6 rätt - 20 % och 7 rätt - 40 %.
Grand Slam 75 hade premiär 5 mars 2017 på Östersundstravet och tävlingen avgörs på söndagar.

### V65
V65 liknar V64, att hitta vinnarna i sex avdelningar, däremot fördelas vinstpotten på sex och fem rätt. Om ingen får sex rätt flyttas oftast potten till motsvarande dag nästkommande vecka. Detsamma gäller om värdet för sex rätt understiger 20 kronor. Radpriset är en krona.
V65 startade 18 augusti 1974 på Solvalla, med Rodetto och kusken Hans-Owe Sundberg som första vinnare. V65 var fram till 23 oktober 1993 dåtidens motsvarighet till dagens V75 och kördes i regel på lördagar. I dag avgörs V65 ett antal dagar i veckan.

### V5
V5 går ut på att hitta vinnarna i fem lopp. För vinst gäller att man har alla rätt. Radpriset är en krona.
V5 är ett av ATG:s äldsta varumärken och hade premiär den 15 november 1959 på Jägersro. I dag avgörs V5 i regel på de banor som inte har V65 eller V64 samma dag.

### V4 och V3
V4 går ut på att hitta vinnarna i fyra lopp. För vinst gäller att man har alla rätt. Radpriset är två kronor.
V4 hade premiär på Solvalla 3 februari 2006 och spelet går att spela varje dag.
I V3 ska man pricka in vinnarna i tre avdelningar. För vinst gäller att man har alla rätt. Radpriset är tio kronor.
V3 hade premiär på Solvalla 13 juli 1994 och går att spela varje dag.

### Dagens Dubbel
I Dagens Dubbel ska man pricka in vinnarhästarna i två lopp. Dessa två lopp är vanligtvis de två sista loppen i V75, V86, V65, V64 och Grand Slam 75. Vinsten blir Dagens Dubbel-oddset gånger insatsen på den vinnande kombinationen. Som lägst kan man satsa fem kronor per kombination.
Dagens Dubbel startade 30 december 1987 och spelformen kallas i dagligt tal för DD.

### Lunch Dubbel
Lunch Dubbel går ut på att pricka in vinnarna i två lopp. Dessa två lopp körs på de banor som har tävlingar på lunchen. Vinsten blir oddset på Lunch Dubbel gånger insatsen på den vinnande kombinationen. Som lägst kan man satsa fem kronor per kombination. Spelformen är densamma som Dagens Dubbel.
Lunch Dubbel introducerades 2005 och spelformen kallas i dagligt tal för LD.

### Top 7
Top 7 går ut på att få de första sju hästarna i ett lopp i rätt ordning. Top 7 avgörs i den femte avdelningen i V75. Top 7 ger utdelning från två första rätt. Top 7 hade premiär i oktober 2016.

### Trio
I Trio ska man pricka de tre första hästarna över mållinjen. Ettan, tvåan och trean måste sättas i rätt ordningsföljd. Välj insats och multiplicera antalet rader med insatsen (lägst två kronor). Trio avgörs varje dag i alla lopp.

### Tvilling
I Tvilling ska ettan och tvåan i loppet prickas.  Det spelar ingen roll vilken ordning de går i mål. Vinsten blir tvillingoddset gånger insatsen. Lägsta insats är fem kronor. Tvilling introducerades 2004.

### Komb
Komb är en spelform där det handlar om att gissa de två första hästarna i rätt ordning. Vinsten blir komboddset gånger insatsen.

### Vinnare
Vinnare går att spela i alla trav- och galopplopp. Det gäller att gissa vinnaren i loppet och vinsten blir grundinsatsen multiplicerat med vinnaroddset. Lägsta insats är fem kronor.

### Plats
Plats går att spela i alla trav- och galopplopp. Det gäller att gissa ettan, tvåan eller trean i loppet och vinsten blir grundinsatsen multiplicerat med platsoddset. Lägsta insats är fem kronor.

### V&P
V&P står för Vinnare och Plats går att spela i alla trav- och galopplopp. Det här är två separata spel (Vinnare och Plats) på en häst och målet är att pricka in vinnaren i loppet. Då vinner man både på vinnar- och platsspelet.

### Raket
Raket går ut på att hitta vinnare eller platsplacerad häst på upp till sju lopp efter varandra. Varje separat utdelning flyttas över och blir insatsen i nästkommande lopp. Det är valfritt om man vill spela Vinnare eller Plats men man får endast välja en häst per lopp. Som Vinnare ska hästen placera sig först över mållinjen och som Plats ska hästen placera sig etta, tvåa eller trea. Målet är att klara sig igenom hela raketen. Fem kronor är minsta insats.
Raket introducerades 1994.

### Harry Boy
Harry Boy är ett färdigt spelsystem där Harry Boy väljer hästarna. Harry Boy lanserades tillsammans med första V75 30 oktober 1993. Man kan välja en Harry Boy på de flesta spel som ATG erbjuder.
De 3 största vinsterna som genererats med hjälp av Harry Boy:
1. 21 257 702 kronor - 9 april 2023 - Solvalla
2. 20 678 722 kronor - 13 november 2004 - Solvalla
3. 17 069 972 kronor - 31 december 2017 - Örebro

### Big 9
Big 9 är ett fotbollstips från ATG med de bästa matcherna. Det går ut på att tippa 1X2 och om det blir fler än 2,5 mål i 9 av de bästa matcherna i Europa. Spelet startar lördagar 16.00, med något enstaka undantag under året.

### Daily 5
Daily 5 är ett dagligt fotbollstips från ATG med de bästa matcherna. Det går ut på att tippa 1X2 och om det blir fler än 2,5 mål i 9 av de bästa matcherna i Europa. Spelet startar lördagar 16.00, med något enstaka undantag under året.

## CSR
Företagssamhällsansvar, Corporate Social Responsibility: 
Sedan ATG:s bildande 1974 har företaget bidragit stort till hästnäringen, samhället och idrotten genom sponsorskap och olika engagemang. Utöver att företagets överskott går till trav- och galoppsporten sponsrar ATG Svenska Ridsportförbundet, Sveriges Paralympiska Kommitté, Parasport Sverige, Svenska Skidskytteförbundet och Svensk Handboll. ATG stöttar även flera initiativ inom just hästnäringen, såsom Stiftelsen Life After Racing, Beridna Högvakten, Stall Kungsgården, Stockholms Hästambulanser och Stall 43.
Sedan 2017 driver ATG initiativet, som stödjer föreningar runt om i landet där gemenskap, rörelse och glädje genomsyrar verksamheten.

## Dotterbolag

### Kanal 75
Kanal 75 AB är ett produktionsbolag för TV och webb med fokus på trav och galopp men även annat sportinnehåll. Bolaget är ett helägt dotterbolag till ATG och har cirka 60 anställda samt ett stort antal frilansande konsulter för redaktionella och tekniska tjänster. Majoriteten av de anställda arbetar i Stockholmsområdet, men det finns också ett nätverk av frilansare runt om i landet.
Kanal 75 producerar alla trav- och galoppsändningar för TV4:s kanaler och är TV4-gruppens största innehållsleverantör. Dessutom sänder de direkt trav och galopp för ATG:s egen kanal, ATG Live, som ingår i basutbudet hos de flesta svenska TV-distributörer. De producerar också innehåll och bilder för ATG.se, ATG-butiker samt engelskspråkiga direktsändningar för ATG:s internationella partners. Kanal 75 producerar  över 6 000 timmar och 21 800 lopp per år.
Huvudkontoret är beläget på Hangövägen 20 i Stockholm.

### Bet25
ATG:s dotterbolag erbjuder de danska kunderna spel på häst, sport och casino med varumärken som Derby25 och Bet25. Som marknadsledare på den danska hästspelsmarknaden är målet att utveckla och öka intresset för spel på hästar.
Bet25 består av dotterbolagen 25syv A/S och Ecosys Ltd och erbjuder spel via varumärkena Derby25 (hästspel), Bet25 (sportsbetting och virtual sports), Rød25 (onlinecasino) samt CasinoGo (onlinecasino).